# Unión Araucana Galvarino
La Unión Araucana Galvarino (UAG) fue una de las más importantes organizaciones de la diáspora mapuche en Santiago de Chile durante la primera mitad del siglo XX.

## Historia

### Sociedad Galvarino
La Unión tiene su antecedente en la Sociedad de Araucanos "Galvarino", fundada el 10 de julio de 1932 por jóvenes mapuches simpatizantes de la República Socialista. Esta organización estuvo liderada por personalidades como Arturo Huenchullán Medel, Pablo Huichalaf, Francisco Painemal, Ernesto Painequeo, Martín Segundo Painemal, Nolberto Pichilaf, Juan de Dios Huenupil, Antonio Melillán, Ramón Huenchún, Gerónimo Levío y Pascual Treumún, y contó inicialmente con una orientación mutualista. En términos políticos, durante la década de 1930 se distingue por su cercanía inicial al Partido Socialista de Chile, contribuyendo a la formación del Frente Único Araucano en 1938. En este contexto, se declara en oposición a los liderazgos de las sociedades mapuches de la época aglutinadas en torno a la Corporación Araucana, a quienes acusan de sacrificar a sus simpatizantes para sus propios intereses. Durante esta época la organización se manifiesta partidaria de la transformación de las reducciones indígenas en cooperativas, de forma de aglutinar al pueblo mapuche bajo la fórmula de una gran asociación cooperativa nacional. Sin embargo, estas ideas resultan políticamente inviables y reciben, además, el rechazo de otros espacios mapuches de la época. Esta organización perdura de manera autónoma hasta la década de 1950.

### Alianza Cultural Araucana
En paralelo a la actividad de la Sociedad Galvarino, en 1940 se funda el Grupo Cultural Araucano, liderado por Juan Poblete Caniuqueo, Felipe Inalaf, José Inalaf Navarro, Pascual Trauman, Carlos Huayquiñir, Ricardo Poblete, entre otros, y que se caracteriza como un espacio de profesores e intelectuales mapuches en Santiago. En 1943 se transforma en la "Alianza Cultural Araucana", incorporando posteriormente a algunos de los liderazgos de la Sociedad Galvarino.
Con el tiempo, la Sociedad Galvarino y la Alianza Cultural confluyen en torno a la formación de la Unión Araucana Galvarino. De acuerdo a José Inalaf, uno de los líderes de esta nueva organización, su ideal era una integración cada vez mayor entre indígenas y chilenos "haciendo desaparecer toda frontera entre el indio y el 'huinca'"

### Desaparición
En 1969, bajo el liderazgo de Antonio Antileo Reiman, la UAG se integra en la Confederación de Sociedades Araucanas.